# Лонгавина (Бреша)
Лонгавина је насеље у Италији у округу Бреша, региону Ломбардија.
Према процени из 2011. у насељу је живело 157 становника. Насеље се налази на надморској висини од 228 м.